# UCC Frøbel
UCC Frøbel bedre kendt som Frøbelseminariet. Frøbelseminariet er en pædagogisk bachelor uddannelse som veksler mellem praktik og skole. Frøbelseminariet har studieopstart to gange årligt, en gang i september og en gang i februar måned.  
Seminariet blev oprettet i 1885 og er dermed et af verdens ældste stadigt fungerende pædagogseminarier. Det har sit navn efter den tyske pædagog Friedrich Fröbel (1782-1852), men er i dag baseret på flere pædagogiske retninger. I 2008 blev seminariet en del af Professionshøjskolen UCC og skiftede derfor navn til UCC Frøbel. I 2009 blev Frøbel sammenlagt med hovedstadens pædagogseminarium. 
I sommeren 2014 flyttede de til den nuværende, midlertidige adresse i Carlsberg byen, og fra 2016 bliver de en del af det nye Campus, som UCC etablerer i Carlsberg Byen. 
I 2018 blev UCC fusioneret med Professionshøjskolen Metropol under navnet Københavns Professionshøjskole. 